# Lozay
Lozay település Franciaországban, Charente-Maritime megyében. Lakosainak száma 155 fő (2022. január 1.). Lozay Courant, Loulay, Migré, Vergné és Essouvert községekkel határos.

## Népesség
A település népességének változása:
| Lakosok száma | 270  | 192  | 170  | 163  | 153  | 146  | 136  | 134  | 134  | 155  |
|               | 1968 | 1982 | 1990 | 2006 | 2013 | 2015 | 2017 | 2019 | 2020 | 2022 |